# Cydistomyia bugnicourti
Cydistomyia bugnicourti är en tvåvingeart som beskrevs av M. Josephine Mackerras och Rageau 1958. Cydistomyia bugnicourti ingår i släktet Cydistomyia och familjen bromsar. Inga underarter finns listade i Catalogue of Life.